# Прыжки с трамплина на зимних Олимпийских играх 1960

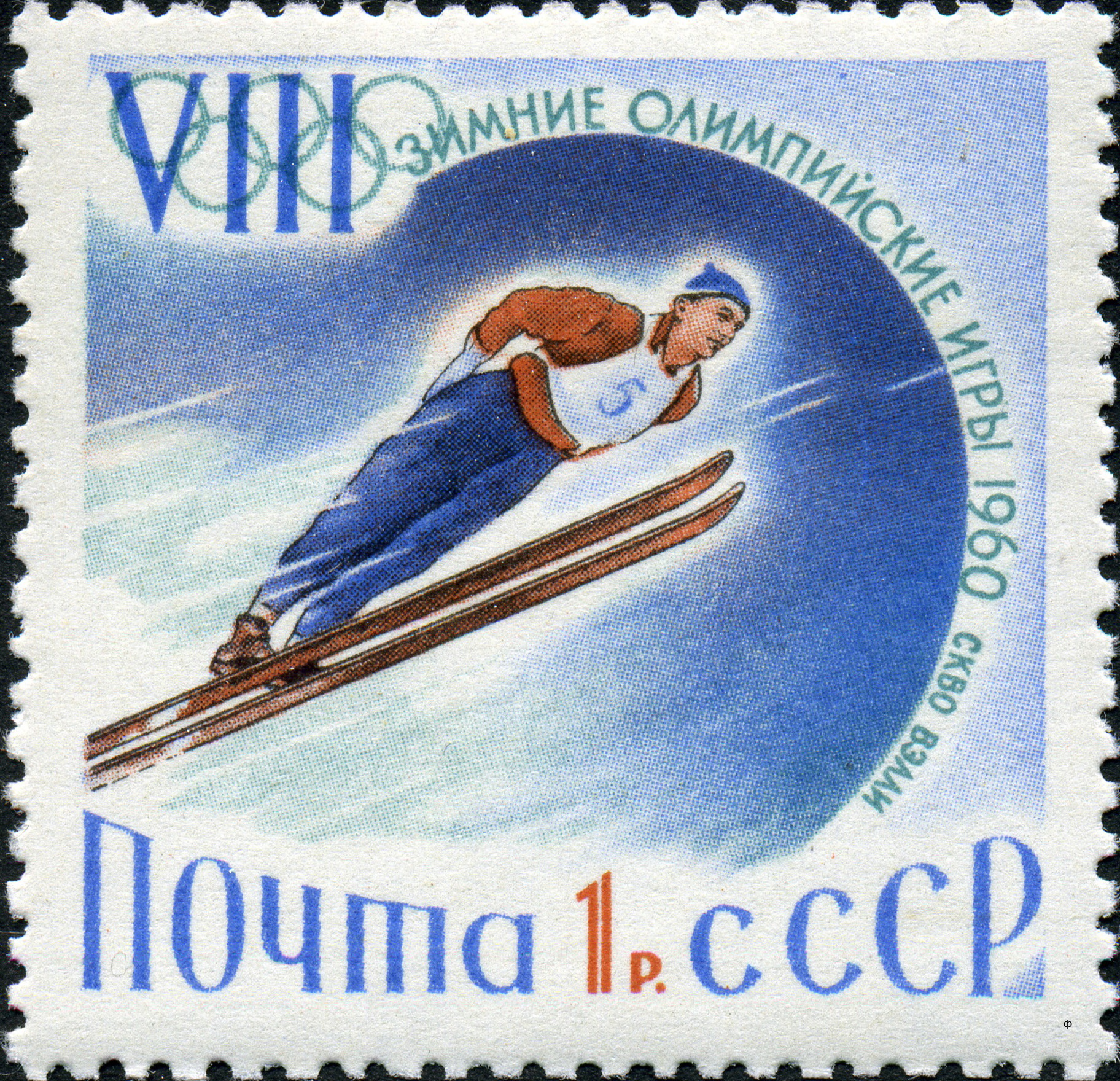
Почтовая марка СССР

Соревнования по прыжкам с трамплина на зимних Олимпийских играх 1960 года прошли 28 февраля на комплексе лыжных трамплинов «Папус-Пик» в Скво-Вэлли.

## Общий медальный зачёт
| Место | Страна                          | Золото | Серебро | Бронза | Всего |
| ----- | ------------------------------- | ------ | ------- | ------ | ----- |
| 1     | Объединённая германская команда | 1      | 0       | 0      | 1     |
| 2     | Финляндия                       | 0      | 1       | 0      | 1     |
| 3     | Австрия                         | 0      | 0       | 1      | 1     |
| Всего | Всего                           | 1      | 1       | 1      | 3     |

## Медалисты
| Вид              | Золото                                            | Серебро                 | Бронза                  |
| ---------------- | ------------------------------------------------- | ----------------------- | ----------------------- |
| Обычный трамплин | Хельмут Рекнагель Объединённая германская команда | Нийло Халонен Финляндия | Отто Леодольтер Австрия |